# Muskoxite
La muskoxite (simbolo IMA: Mkx) è un minerale del supergruppo dell'idrotalcite appartenente alla famiglia minerale degli "ossidi" con composizione chimica Mg7Fe3+4O13 • 10(H2O).

## Etimologia e storia
La muskoxite prende il nome dalla sua località tipo, l'intrusione di "Muskox" nella regione di Kitikmeot nel Nunavut (Canada).

## Classificazione
Nella nona edizione della sistematica dei minerali secondo Strunz la muskoxite è elencata nella classe "4. Ossidi (idrossidi, V[5,6] vanadati, arseniti, antimoniti, bismutiti, solfiti, seleniti, telluriti, iodati)" e da lì nella sottoclasse "4.F Idrossidi (senza V od U)"; questa è suddivisa in base alla struttura del minerale in modo che il minerale possa essere trovato nella sezione "4.FL Idrossidi con H2O ± (OH); strati di ottaedri che condividono uno spigolo" dove forma il sistema nº 4.FL.05 insieme ad akdalaite, iowaite, jamborite, meixnerite e woodallite.
Tale classificazione è mantenuta anche nell'edizione successiva, continuata dal database "mindat.org" e chiamata Classificazione Strunz-mindat.
Nella Sistematica dei lapis (Lapis-Systematik) di Stefan Weiß la muskoxite è elencata nella classe degli "ossidi" e nella sottoclasse degli "idrossidi e idrati ossidici (ossidi contenenti acqua con struttura stratificata)" dove forma il sistema nº IV/F.05 insieme ai minerali insieme a clormagaluminite, meixnerite, woodallite, iowaite e droninoite.
Anche nella classificazione dei minerali secondo Dana, usata principalmente nel mondo anglosassone, sistema la muskoxite nella famiglia degli "ossidi e idrossidi" e nella sottofamiglia degli "ossidi multipli come ossidi di titanio con sostituzioni [4] e [6]" dove è l'unico minerale del sistema nº 07.11.01.

## Abito cristallino
La muskoxite cristallizza, a seconda delle fonti, nel sistema trigonale o esagonale con gruppo spaziale ancora non definito. I parametri reticolari sono a = 3,07 Å e c = 4,6 Å.

## Origine e giacitura
La muskoxite è stata trovata nelle sottili venature della serpentinite rinvenuta da un complesso ultramafico stratificato, associata a lizardite, coalingitee vari ossidi di ferro, magnesio e manganese.
La muskoxite è un minerale estremamente raro ed è stato trovato solo nell'intrusione di "Muskox" nel Nunavut in Canada.

## Forma in cui si presenta in natura
La muskoxite si manifesta in cristalli esagonali, di dimensioni fino a 0,25 mm, ma anche in aggregati da reticolari a divergenti, alcuni interconnessi per simulare cristalli trigonali più grandi. Si presenta anche in venature a fibre incrociate o grani anedrali. Il minerale ha colore marrone-rossastro scuro e il colore del suo striscio è arancio brunastro.